# Großsteingrab Alt Gaarz
Das Großsteingrab Alt Gaarz war eine megalithische Grabanlage der jungsteinzeitlichen Trichterbecherkultur bei Alt Gaarz, einem Ortsteil von Jabel im Landkreis Mecklenburgische Seenplatte (Mecklenburg-Vorpommern). Es wurde von Robert Beltz 1899 und von Friedrich Schlie 1902 noch als erhalten geführt, wurde also erst im frühen 20. Jahrhundert zerstört. Sein genauer Standort ist nicht überliefert. Auch über Ausrichtung, Maße und Grabtyp liegen keine näheren Angaben vor.